# مبرهنة فينوغرادوف
في نظرية الأعداد، تنص مبرهنة فينوغرادوف (بالإنجليزية: Vinogradov's theorem)‏ على أن أي عدد طبيعي فردي، كبير بما فيه الكفاية، هو مجموع ثلاثة أعداد أولية. إنها شكل ضعيف لحدسية غولدباخ الضعيفة.